# Apple Store (software)
Apple Store è un'applicazione sviluppata dalla Apple Inc. per i sistemi operativi iOS, iPadOS e watchOS. Essa permette di comprare i prodotti presenti nello store online ufficiale di Apple.

## Storia
Il 6 novembre 2013, Apple Store, grazie alla versione 2.9, è possibile comprare le Carte Regalo.
Il 5 settembre 2014, l'applicazione viene aggiornata alla versione 3.0, con una grafica nuova, la possibilità di pagare con EasyPay e il supporto per l'iPad.
Il 22 maggio 2015, Apple Store ha ricevuto un ulteriore aggiornamento. Da ora, infatti, è possibile pagare attraverso Apple Pay.
Dall'11 agosto 2015 è possibile sfruttare le Carte Regalo tramite l'applicazione, che possono essere importate da Wallet.
Il 5 agosto 2016, l'applicazione è stata aggiornata alla versione 4.0, introducendo una grafica nuova e la sezione Per te.

## Funzionalità
L'applicazione si divide in 4 schermate, Acquista, che consente di cercare in base al prodotto e scegliere cosa acquistare, Calendario, che permette di scoprire il calendario di sessioni oppure di trovare l'App Store più vicino, Per te, che visualizza i consigli personalizzati per il proprio dispositivo, e Shopping bag, che mostra la lista dei prodotti aggiunti al carrello.